# Властимир Радовановић
Властимир Власта Радовановић (Крушевац, 28. март 1926 — Београд, 17. октобар 2012) био је српски филмски и телевизијски сценариста и редитељ.
Такође је био дугогодишњи професор филмског сценарија на Факултету драмских уметности у Београду.

## Филмографија

### Сценариста
- 1992 Велика фрка (филм)
- 1987 И то се зове срећа (ТВ серија)
  - Карте су напаковане
  - Бог и батина
  - Мућка
  - Као кец на десетку
- 1984 Грозница љубави (филм)
- 1983 Хало такси (филм)
- 1981 База на Дунаву (ТВ серија)
  - Епизода #1.1
  - #1.2
  - #1.3
  - #1.4
  - #1.5
  - #1.6
- 1981 Лов у мутном (филм)
- 1980 Плажа (ТВ филм)
- 1979 Другарчине  (филм)
- 1978 Стићи пре свитања  (филм)
- 1977 Хајдучка времена (филм)
- 1973 Позориште у кући (ТВ серија)
  - Папан (1973)
- 1968 Кад голубови полете (филм)
- 1967 Бомба у 10 и 10 (филм, сарадник на сценарију)
- 1967 Диверзанти (филм)
- 1965 Инспектор (филм)
- 1965  (филм, непотписан)
- 1963 Операција Тицијан (филм)
- 1962 Саша (филм)

### Редитељ
- 1984 Грозница љубави
- 1983 Хало, такси
- 1981 Лов у мутном
- 1968 Кад голубови полете

### Остало
- 1963 Операција Тицијан (помоћник редитеља)